# ویده‌میرن
ویده‌میرن (به هلندی: Wijdemeren) یک شهرستان در هلند است که در هلند شمالی واقع شده‌است. ویده‌میرن ۱ متر بالاتر از سطح دریا واقع شده‌است.